# (4467) Кайдановский
(4467) Кайдановский (лат. Kaidanovskij) — типичный астероид главного пояса, открыт 2 ноября 1975 года советским астрономом Тамарой Смирновой в Крымской астрофизической обсерватории и 18 августа 1997 года назван в честь советского и российского астронома Наума Кайдановского.

## Обнаружение и именование
(4467) Кайдановский
Открыт 2 ноября 1975 года в Научном Т. М. Смирновой.
Назван в честь пионера радиоастрономии Наума Львовича Кайдановского (р. 1907), который начал свои исследования в области солнечной и галактической радиоастрономии ещё в 1948 году. В 1955 году стал одним из основателей отделения радиоастрономии Пулковской обсерватории, первого в России. Кайдановский хорошо известен своими разработками радиотелескопа. Был главным конструктором самого большого радиотелескопа "РАТАН-600" на Зеленчукской. Название предложено Институтом прикладной астрономии.
Оригинальный текст (англ.)4467 Kaidanovskij
Discovered 1975-11-02 by Smirnova, T. M. at Nauchnyj.
Named in honor of Naum L'vovich Kaidanovskij (b. 1907), a pioneer of radio astronomy, who began his research in solar and galactic radio astronomy as early as 1948. In 1955 he co-founded the radio astronomy department at Pulkovo Observatory, the first in Russia. Kaidanovskij is well known for his designs of radio-telescope and he was principal designer of the largest radio telescope, RATAN-600, at Zelenchukskaya. Name suggested by the Institute of Applied Astronomy.
Источники: DISCOVERY.DB; M.P.C. 30475.

## Орбита

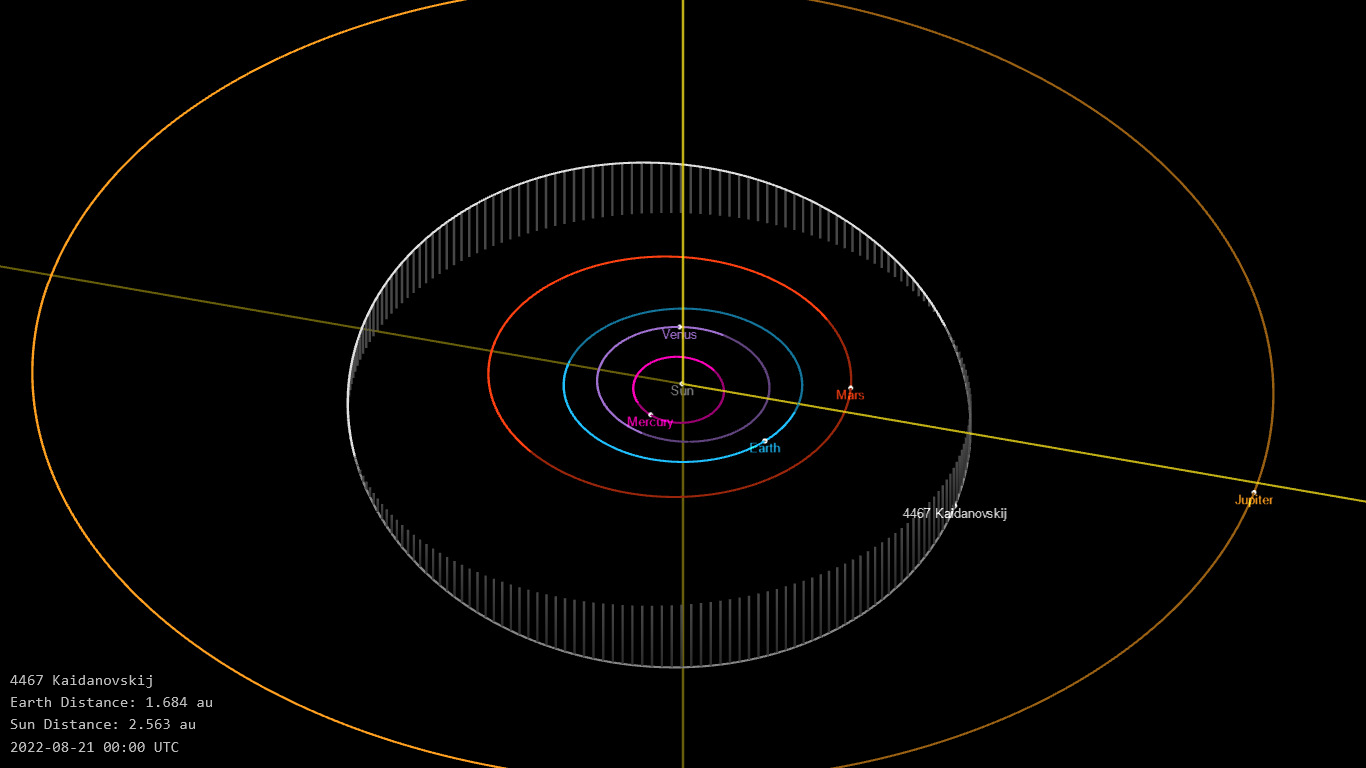
Орбита астероида Кайдановский и его положение в Солнечной системе

## Физические характеристики
Из наблюдений системы телескопов панорамного обзора и быстрого реагирования Pan-STARRS следует, что астероид относится к таксономическому классу S.
По результатам наблюдений в инфракрасном диапазоне спутника Akari и наблюдений в видимом и ближнем инфракрасном диапазоне космического телескопа NEOWISE диаметр астероида сначала оценивался равным 13,01±0,59 км, позже — 12,69±0,24 км, 10,65±2,56 км, 10,05±2,05 км и 12,693±0,240 км. Согласно тем же источникам альбедо оценивается как 0,226±0,022, 0,158±0,015, 0,23±0,13 и 0,21±0,13.